# Victor Palciauskas
Vytautas Palciauskas est un grand maître américain du jeu d'échecs par correspondance né le 3 octobre 1941 à Kaunas (Lituanie). Sa famille a émigré à Augsbourg puis aux États-Unis alors qu'il était enfant.
Il a remporté le 10e champion du monde d'échecs par correspondance ICCF entre 1978 et 1984 avec un point d'écart, ce que peu de joueurs ont accompli (huit gains, sept parties nulles).